# Korg Polysix
Le Polysix est un synthétiseur de type analogique distribué par la société japonaise Korg entre 1982 et 1985.

## Historique
Le Polysix a été conçu pour être le clavier polyphonique le moins cher du marché américain, sous la barre fatidique des 2 000 $, pari largement gagné car malgré une simplification radicale de la chaîne de synthèse (un seul oscillateur par voix, une seule enveloppe, mais un effet flanger intégré), le Polysix se vend très bien (cinquante mille exemplaires[réf. souhaitée]) et permet de supplanter Roland, son éternel concurrent qui lance la même année (1982) le Juno-6, en retrait sur le plan des possibilités. Les circuits intégrés (dont les filtres), essentiellement de marque SSM (Solid State Micro Technology for Music), contribuent à la bonne réputation du Polysix.
Le Polysix pose plusieurs problèmes liés au vieillissement : pile de sauvegarde susceptible de corroder les cartes électroniques, contacteurs du clavier inopérants, pannes de circuits intégrés.
Les principaux concepteurs du Polysix sont Yoshi Komiya et Michi Nozokido, les fondateurs de la société Zoom.
Les successeurs Poly 61 et Poly 61 M n'auront pas le même impact et seront avec le Poly-800 les derniers synthétiseurs à base d'électronique analogique de la marque.

## Caractéristiques
- Polyphonie : 6 voix

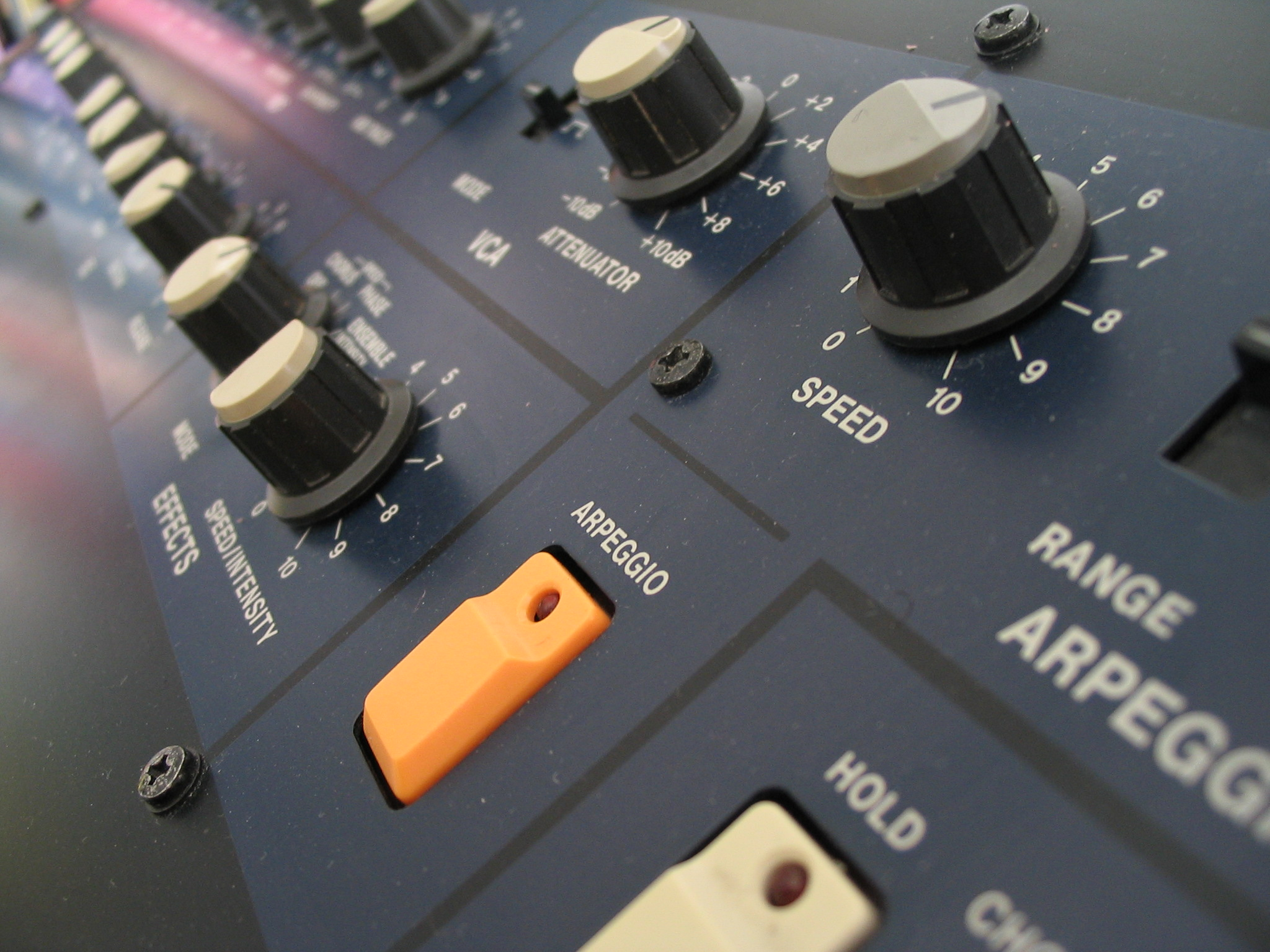
Arpégiateur du Polysix.

- Oscillateurs : 1 VCO par voix (dents de scie, PW, PWM) + 1 sub-oscillateur par voix
- LFO : 1 assignable au VCA, VCF ou VCO
- Filtre : passe-bas, auto-oscillant, avec enveloppe ADSR
- Générateur d'enveloppe : processeur SSM 2056
- VCA : couplé à l'enveloppe du filtre ou à une enveloppe de type « gate »
- Effets intégrés : chorus, phaser, mémoire d'accords
- Mémoires : 32
- Clavier : 61 touches
- Arpeg/Seq - Arpégiateur (Up, Down, Up/Down, Latch ; Full, 2-oct, 1-oct ; de 0,2 à 20 Hz)
- Contrôles externes : synchronisation de l'arpégiateur, entrée CV pour la fréquence de coupure du filtre
- Poids : 11,5 kg
- Prix en 1982 : 1 100 $

## Émulation
Korg a récemment sorti, pour Windows 2000/XP et Mac OS X, une suite logicielle nommée Korg Legacy Collection sous forme de programmes autonommes et de plugins VST, AU et Reason. Cette suite émule une série de synthétiseurs Korg de légende, dont le Polysix.

## Utilisateurs
- Astral Projection
- Jimi Tenor
- Global Communication
- Kitaro
- Keith Emerson
- Tears for Fears

## Galerie

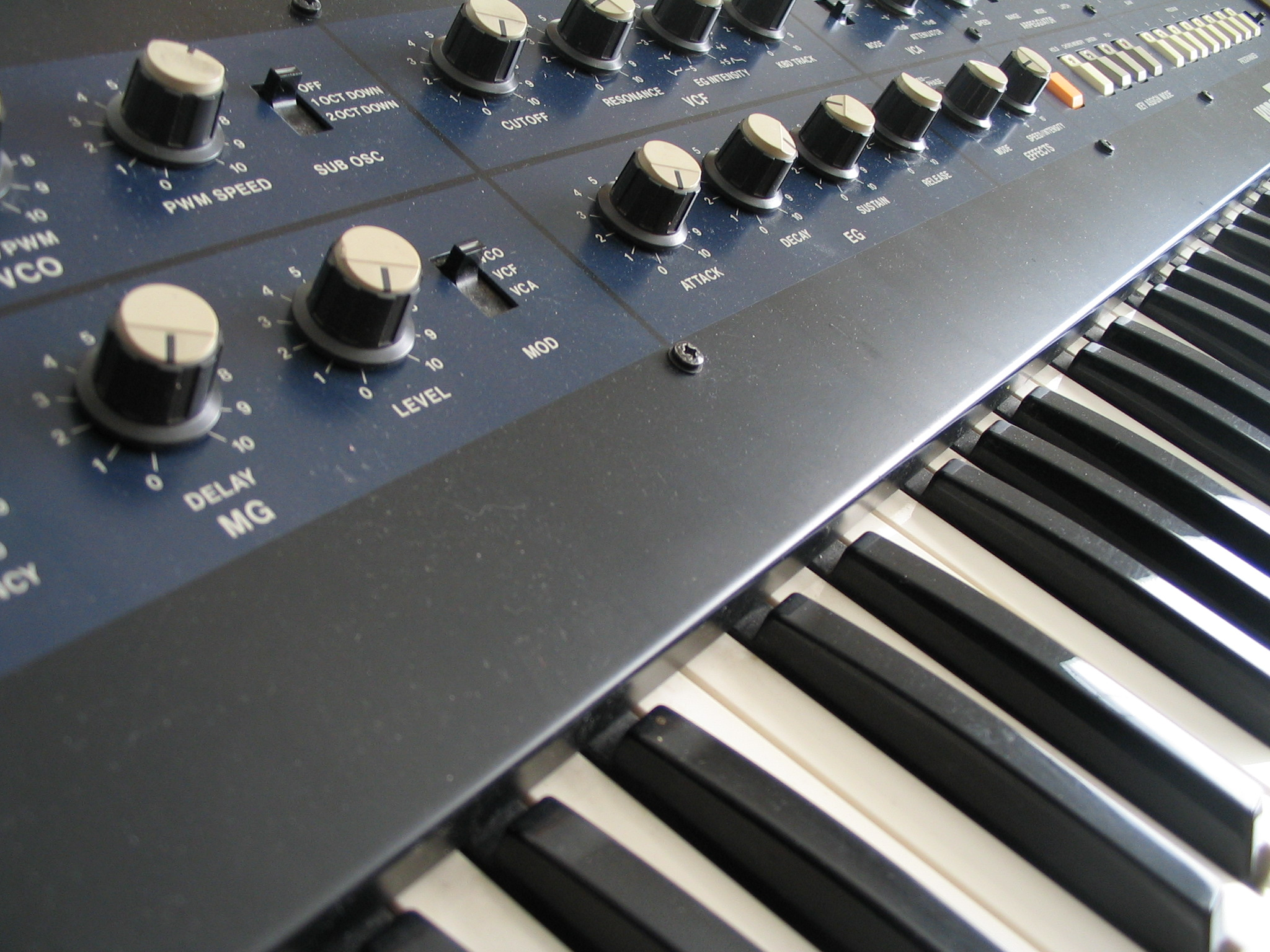
Vue partielle du Polysix.
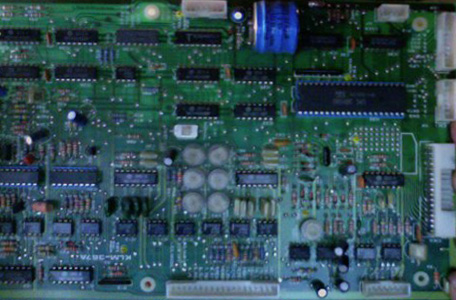
Circuit imprimé du Polysix